# Comté de Larrabee (Iowa)
Pour les articles homonymes, voir Larrabee (homonymie).
Le comté de Larrabee était un comté proposé dans la partie nord du comté de Kossuth, dans l'Iowa, et portant le nom du 13e gouverneur de l'Iowa, William Larrabee (en). En novembre 1914, les Iowans du comté de Kossuth votèrent contre la création du comté de Larrabee. Le comté a été précédé par le comté de Crocker jusqu'à ce qu'il soit supprimé, car il était illégal. Un vote a eu lieu dans le comté de Kossuth afin de voir si le comté de Larrabee serait créé ou non. Le vote a échoué et le comté de Kossuth est resté le plus grand comté de l'Iowa.

## Histoire

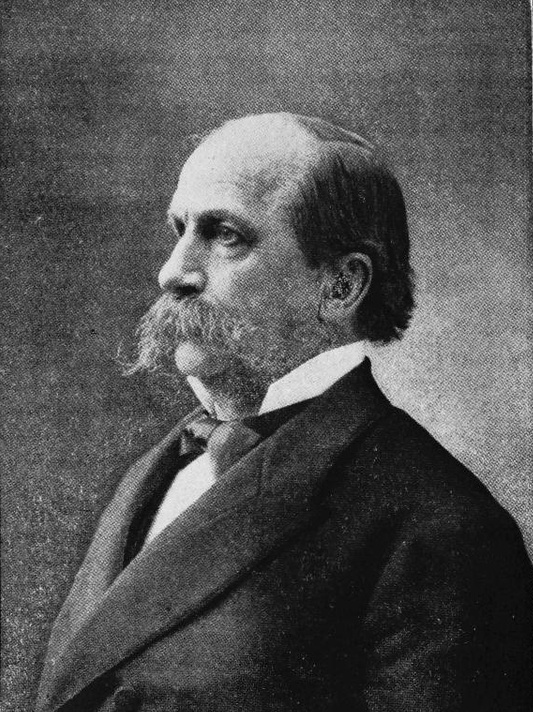
Portrait de William Larrabee, qui devait donner le nom au comté.

Carte de l'Iowa mettant en évidence le comté de Kossuth. (Notez sa taille.)

Carte de l'Iowa mettant en évidence le défunt comté de Bancroft (et approximativement le comté proposé de Larrabee).

### Contexte
Lorsque l’Iowa est devenu un État en 1846, il comptait 48 comtés. Le 15 janvier 1851, la troisième Assemblée générale de l'Iowa ajouta 52 comtés supplémentaires, faisant de l'Iowa officiellement un État de 100 comtés. En 1855, le comté de Bancroft fut supprimé parce qu'il n'était pas propice à la colonisation en raison de ses marais et de ses zones humides. Les terres du comté de Bancroft furent fusionnées avec le comté de Kossuth, faisant de Kossuth le plus grand comté de l'Iowa, et faisant de l'Iowa un État comptant 99 comtés,.
Le 13 mai 1870, après la migration vers la région après la guerre civile, le comté de Bancroft fut rétabli sous le nom de comté de Crocker. Il a existé de 1870 à 1871, étant ensuite considéré comme illégal et inconstitutionnel. La Cour suprême de l'Iowa a statué dans l'affaire LK Garfield contre RI Brayton, que le comté de Crocker constituait une violation de la constitution de l'Iowa, qui déclare à l'article 11 qu'aucun nouveau comté ne sera créé s'il contient moins de 432 miles carrés.

### Proposition
Le 22 février 1913, le comté de « Larrabee » fut proposé par James McHose, un membre du Congrès de l'Iowa originaire de Boone, Iowa. Le nom « Larrabee » honorerait le nouveau gouverneur William Larrabee. La proposition diviserait le comté de Kossuth, la partie nord de l'ancien comté constituerait ainsi Larrabee. Si le comté de Larrabee devait être créé, il comprendrait le tiers nord du canton 97, l'ensemble des cantons 98, 99 et 100 au nord, des rangs 27, 28, 29 et 30 à l'ouest du cinquième méridien principal de l'État de l'Iowa. Cependant, les habitants du nord du comté de Kossuth envoyèrent une délégation à Des Moines pour exprimer leur opposition au comté de Larrabee.
En novembre 1914, une élection eut lieu dans le comté de Kossuth pour déterminer si le comté de Larrabee devait être créé. La proposition ne reçut que 920 voix, contre 3.599 voix pour l'opposition ; par conséquent, le comté de Larrabee ne fut pas créé, et l'Iowa est resté un État de 99 comtés et le comté de Kossuth est resté le plus grand comté de l'Iowa.